# Glen Rose
Glen Rose – miasto w Stanach Zjednoczonych, w stanie Teksas, siedziba administracyjna hrabstwa Somervell.